# Gongye
Gongye, död 1183, var Koreas drottning 1126-1146, gift med kung Injong av Goryeo. 
Hennes äldsta son Uijong blev kung 1146. Hon kom inte överens med sin äldsta son, som ansågs vara olämplig för sin ställning som monark. Hon stödde sin andra son markis Daeryeongs misslyckade kuppförsök 1151. Det ledde till en ansträngd relation med hennes äldsta son, men hon lyckades övertala honom att inte avrätta sin bror. När Uijong avsattes av Jeong Jung-bu, 1170, stödde hon att hennes andra son skulle uppsättas på tronen, men Jeong Jung-bu lät istället mörda honom och uppsatte en annan av hennes söner, Myeongjong, på tronen. Myeongjong var en passiv monark, och hon levde utan inflytande, omhändertagen av sin yngre son. Hon ansåg sig bestraffad av gudarna, särskilt sedan hennes yngre son avled. 